# Fissidens rivularis
Fissidens rivularis là một loài Rêu trong họ Fissidentaceae. Loài này được (Spruce) Schimp. mô tả khoa học đầu tiên năm 1851.